# Carl Lindman
Carl Axel Magnus Lindman (6. april 1856 i Halmstad – 21. juni 1928 i Stockholm) var en svensk botaniker. Han er især kendt for 10-bindsværket Nordens Flora (1901-05), som blev oversat til dansk.
Lindman tog licentiateksamen fra Uppsala Universitet i 1884 med botanik og zoologi som hovedfag. Fra 1905-1923 var han professor ved den botaniske afdeling på Sveriges naturhistoriska Riksmuseum. Lindman var en meget dygtig plantetegner, hvilket han udnyttede både til at illustrere sine afhandlinger og til tavleværket Bilder ur Nordens Flora (1901-05) med omkring 650 farveplancher.
Lindman samlede og ordnede Carl von Linnés efterladte herbarier og skrev flere afhandlinger om Linné.
Den sydamerikanske planteslægt Lindmania (Bromeliaceae) er opkaldt efter C. A. M. Lindman.